# Аммершвир
Аммершви́р (фр. Ammerschwihr) — коммуна на северо-востоке Франции в регионе Гранд-Эст (бывший Эльзас — Шампань — Арденны — Лотарингия), департамент Верхний Рейн, округ Кольмар — Рибовилле, кантон Сент-Мари-о-Мин. До марта 2015 года коммуна административно входила в состав упразднённого кантона Кайзерсберг (округ Рибовилле).
Площадь коммуны — 19,66 км², население — 1875 человек (2006) с тенденцией к стабилизации: 1773 человека (2012), плотность населения — 90,2 чел/км².

## Население
Население коммуны в 2011 году составляло 1839 человек, а в 2012 году — 1773 человека.
| 1962 | 1968 | 1975 | 1982 | 1990 | 1999 | 2006 | 2011 | 2012 |
| ---- | ---- | ---- | ---- | ---- | ---- | ---- | ---- | ---- |
| 1341 | 1406 | 1448 | 1566 | 1869 | 1892 | 1875 | 1839 | 1773 |

Динамика населения:

## История
Впервые Аммершвир был упомянут в 869 году под названием Amarici Villare. В 1367 году поселение получило статус города. Он принадлежал переднеавстрийскому маркграфству Ландсберг, а в XVI веке перешёл к Лацарусу фон Швенди.

## Экономика
Виноделие играет заметную роль в экономике коммуны.
В 2010 году из 1212 человек трудоспособного возраста (от 15 до 64 лет) 950 были экономически активными, 262 — неактивными (показатель активности 78,4 %, в 1999 году — 72,3 %). Из 950 активных трудоспособных жителей работали 883 человека (461 мужчина и 422 женщины), 67 числились безработными (29 мужчин и 38 женщин). Среди 262 трудоспособных неактивных граждан 85 были учениками либо студентами, 115 — пенсионерами, а ещё 62 — были неактивны в силу других причин.
На протяжении 2011 года в коммуне числилось 747 облагаемых налогом домохозяйств, в которых проживало 1771,5 человек. При этом медиана доходов составила 24137 евро на одного налогоплательщика.

## Достопримечательности (фотогалерея)
- Башня «гнездо аиста» с воротами (1608)
- Средневековая улица с видом на ворота
- Башня Буржуа
- Церковь Сент-Мартин
- Фонтан «древний человек» (1560)